# Pelican Island (Saint John)
Pelican Island (auch: Pelican Islet) ist eine winzige Insel am Eingang zum Five Islands Harbour vor der Westküste der Karibikinsel Antigua des Staates Antigua und Barbuda.

## Lage und Landschaft
Pelican Island liegt vor der Landzunge von Fullerton Point am Eingang des Five Islands Harbour. Sie gehört zu der Untiefe Pelican Shoal, welche sich nach Westen erstreckt. Verwaltungsmäßig gehört sie zum Saint John’s Parish.